# Walerij Wostrotin
Walerij Aleksandrowicz Wostrotin, ros. Валерий Александрович Востротин (ur. 20 listopada 1952, zm. 13 lutego 2024) – generał pułkownik radzieckich wojsk powietrznodesantowych, polityk rosyjski, weteran wojny w Afganistanie, Bohater Związku Radzieckiego.

## Życiorys
Urodził się w niedużym mieście Kasli w obwodzie czelabińskim w rodzinie robotniczej. W 1971 ukończył szkołę kadetów im. Suworowa w Swierdłowsku i wstąpił do Armii Czerwonej. W 1975 roku ukończył Wyższą Szkołę Dowódczą Wojsk Powietrznodesantowych w Riazaniu i rozpoczął służbę oficerską w Ferganie. 
Od grudnia 1979 walczył w Afganistanie. Jako dowódca kompanii spadochroniarzy brał udział w szturmie na pałac Amina. Ciężko ranny w lipcu 1980. W latach 1982–1985 studiował w Akademii Wojskowej im. M. Frunzego. Po jej ukończeniu został dowódcą pułku spadochronowego w Mołdawii. W 1986 roku powrócił do Afganistanu jako dowódca 345 Gwardyjskiego Pułku Powietrznodesantowego. Była to najbardziej elitarna radziecka jednostka tej wojny, biorąca udział w walkach od grudnia 1979 do lutego 1989 roku. Wostrotin dowodził nią od września 1986 do maja 1989. Wtedy też został po raz drugi ranny. 6 stycznia 1988 roku Wostrotin za „męstwo i heroizm wykazany podczas niesienia internacjonalnej pomocy Republice Afganistanu” otrzymał tytuł Bohatera Związku Radzieckiego (nr 11563). 
Po opuszczeniu Afganistanu przez Armię Radziecką (1989), Wostrotin do 1992 dowodził 98 Gwardyjską Dywizją Powietrznodesantową. W 1994 ukończył Wojskową Akademię Sztabu Generalnego. W tym samym roku opuścił służbę czynną. Honorowy obywatel miasta Kasli (1988).
W latach 1994–2003 był z-cą ministra FR ds obrony cywilnej, sytuacji nadzwyczajnych i likwidacji skutków klęsk żywiołowych. W 1999 roku otrzymał stopień gen. pułkownika. Członek partii Jedna Rosja. Deputowany Dumy Państwowej IV (2003-2007) i V (od 2007) kadencji. Obecnie również członek Komitetu Dumy Państwowej ds Bezpieczeństwa. Mieszka i pracuje w Moskwie. Aktywny działacz kół weteranów wojny w Afganistanie. W swoim życiorysie ma również epizod aktorski – zagrał główną rolę w rosyjskim filmie akcji pt. Czarny Rekin (Чёрная акула) z 1993 roku. Członek KPZR w latach 1974-1991.

## Życie osobiste
Ma córkę Julię (ur. 1977) z małżeństwa z Iriną Wiktorowną, z zawodu przedszkolankę.

## Odznaczenia
- Złota Gwiazda (6 stycznia 1988)
- Order Lenina (6 stycznia 1988)
- Order „Za zasługi dla Ojczyzny” IV klasy (21 maja 2008)
- Order Męstwa (11 lipca 2000)
- Order Honoru (26 listopada 2015)
- Order „Za zasługi wojskowe” (30 sierpnia 1995)
- Order Czerwonego Sztandaru (28 kwietnia 1980)
- Order Czerwonej Gwiazdy (dwukrotnie, 6 kwietnia 1982 i 25 lipca 1987)
- Order „Za służbę Ojczyźnie w Siłach Zbrojnych ZSRR” III klasy
- Order Gwiazdy III klasy (Demokratyczna Republika Afganistanu)
- Order Czerwonej Gwiazdy (Demokratyczna Republika Afganistanu)